# Квасьневский, Валентий
Валентий Квасьневский (пол. Walenty Kwaśniewski; 1752 — 9 декабря 1813) — польский офицер, кавалерист, бригадный генерал герцогства Варшавского.

## Биография
Представитель польского дворянского рода Квасьневских герба «Наленч». Сын Фелициана Квасьневского, старосты новосельского, и Антонины, урожденной Судравской.
Валентий Квасьневский начал свою военную карьеру в 1770 году в составе 4-й Великопольской национальной кавалерийской бригады. В 1772 году он купил офицерскую лицензию. С 1789 года он командовал знаменем Национальной кавалерийской бригады.
Во время войны в защиту Конституции 3 мая попал в плен к русским. Покинув ее, он подал в отставку, отказавшись принять от жителей Тарговицы чин полковника. После начала восстания Костюшко он сразу же присоединился к восстанию. 20 апреля 1794 года Тадеуш Костюшко произвел его в полковники с заданием сформировать отряд добровольцев. Он также должен был следить за передвижениями русско-прусских войск со своим отрядом и не допускать их перехода через реку Нарев. 10 июля 1794 года он вступил в бой с войсками генерала Генриха Иоганна Гюнтера под Кольно. Позже он отступил на юг и сражался с русской армией в районе Люблина. По окончании восстания принимал участие в обороне Варшавы. Ему удалось пережить бойню в Праге. После падения восстания Костюшко он направился во Францию, откуда вскоре эмигрировал в Италию.
Он вернулся на военную службу только в 1807 году. Командовал 4-м полком конных стрелков. Принимал участие в боевых действиях в Померании. В 1809 году успешно сражался с прусскими партизанами майора Фердинанда фон Шилля. За свои заслуги в 1810 году произведен в бригадные генералы и военные коменданты Познани. В 1812 году он присоединился к Генеральной конфедерации Королевства Польского. Во время экспедиции Наполеона I на Россию участвовал в формировании рекрутских отрядов в Малопольше. Участвовал в прикрытии переправы через реку Буг. С 1813 года принимал участие в операциях армии Наполеона в Саксонии, командовал 176-й кавалерийской бригадой дивизии генерала Михала Сокольницкого. В битве при Лейпциге 18 октября 1813 года он дерзко разбил венгерский гусарский полк. После смерти князя Юзефа Понятовского вместе с генералом Яном Круковецким он решил выступить против дальнейших военных планов генерала Сокольницкого.
В 1792 году он был награждён серебряной медалью ордена Virtuti Militari, а в 1813 году — Рыцарским крестом ордена Почётного легиона.
Он был активным членом масонской ложи Français et Polonais Réunis.
Он умер от истощения и ран в декабре 1813 года.

## Семья
С 1800 года был женат на Ефимии Потканской, дочери Александра Потканского (1748—1821) и Анны Шидловской. У супругов родился один сын Зенон Ян (1801—1853).